# 동화역
동화역(Donghwa station, 桐華驛)은 강원도 원주시 문막읍 동화3리에 위치한 중앙선의 철도역이었다.
동화산 밑에 위치한 마을이기에 명칭을 동화리로 하게 된 것에서 역 이름이 유래하였다.

## 개요

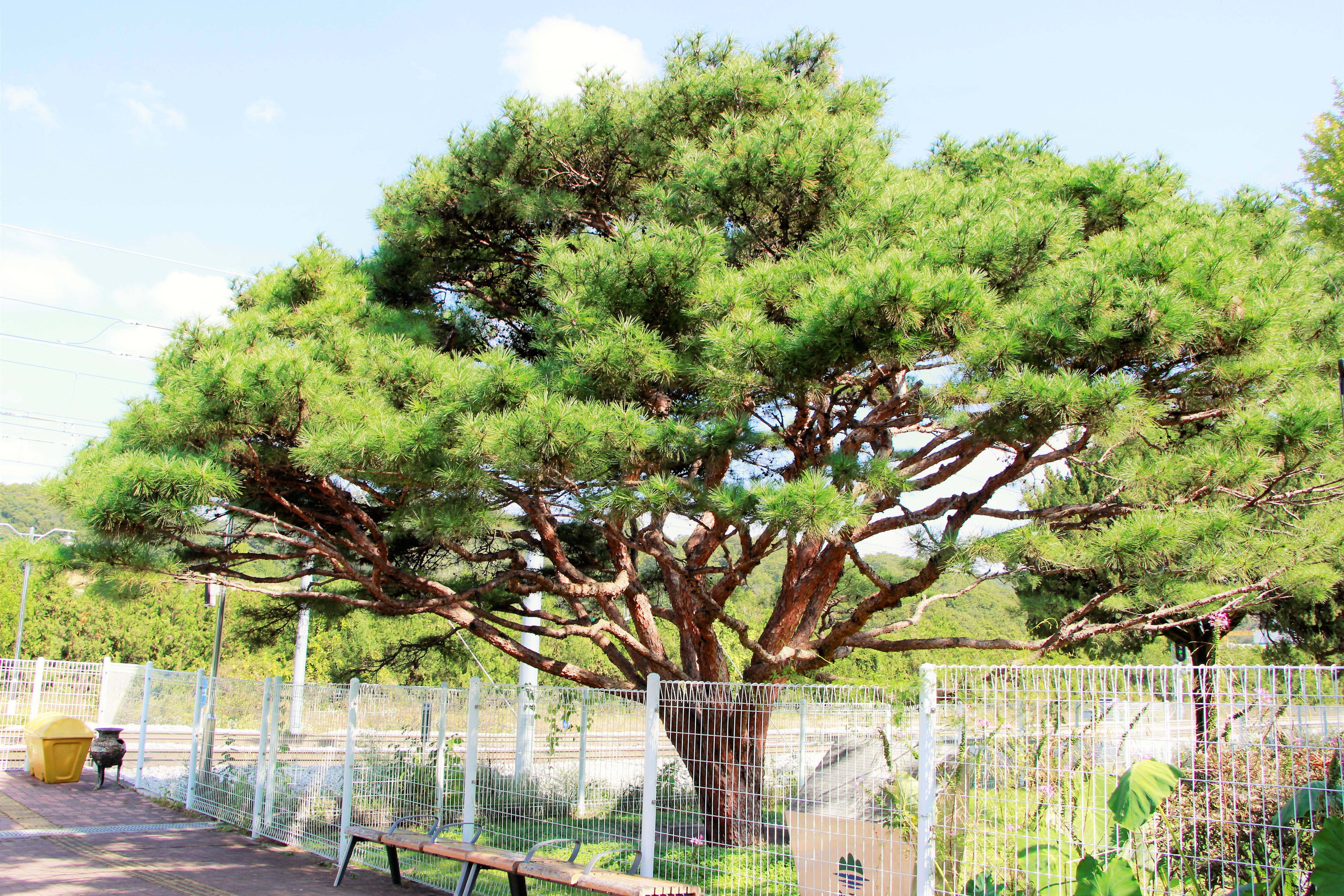
동화역의 명물인 소나무.

여객 업무는 2011년 10월 5일부로 중단되었으나, 이전역인 간현역의 폐지 및 이 역과 매곡역 간의 운행선 변경작업 완료 등으로 인하여 2011년 12월 21일부터 여객 취급이 재개되었다. 경강선의 선로가 동화역의 선로와 승강장을 통과하나, 경강선의 영업거리표에는 포함되어 있지 않다. 경강선 공사 전에는 주로 화물 취급(철도 자갈 수송)을 하였으며, 2021년 1월 5일에 서원주 - 제천 구간의 복선 전철화가 완료되어 서원주역에 철도역 기능을 넘긴 후 폐역되었다.
역 내에는 커다란 아름드리 소나무와 은행나무 등이 역목(驛木)으로 놓여져 있다. 이 역목은 역이 영업을 개시한 1940년 같이 심어졌다. 역과 가장 가까이 붙어 있는 소나무는 2007년 시찰을 가던 노무현 전 대통령이 보고 감탄한 것으로 알려져 있는데, 이로 인해 해당 소나무에는 '노무현 소나무'라는 별칭이 붙어있다.

## 연혁
- 1940년 4월 1일 : 보통역으로 영업 개시[2]
- 1950년 12월 8일 : 한국 전쟁으로 역사 소실
- 1956년 5월 10일 : 역사 신축
- 1988년 1월 1일 : 수소화물 취급 중지[3]
- 1993년 4월 15일 : 차내취급역으로 지정
- 1998년 6월 1일 : 자갈발송 개시
- 2004년 4월 28일 : 컨테이너야드 개장
- 2009년 10월 31일 : 화물취급 중지[4]
- 2011년 10월 5일 : 여객 취급 중지
- 2011년 12월 21일 : 여객 취급 재개, 폐역인 간현역의 여객취급 기능을 인수
- 2020년 3월 2일 : 누리로 운행 개시
- 2021년 1월 5일 : 폐역